# Możajewka (obwód rostowski)
Możajewka (ros. Можаевка) – chutor w Rosji, w obwodzie rostowskim, w rejonie tarasowskim. W 2010 liczył 944 mieszkańców.